# Бродвей (Північна Кароліна)
Бродвей (англ. Broadway) — місто (англ. town) в США, в округах Лі і Гарнетт штату Північна Кароліна. Населення — 1267 осіб (2020).

## Географія
Бродвей розташований за координатами 35°27′30″ пн. ш. 79°3′17″ зх. д. / 35.45833° пн. ш. 79.05472° зх. д. (35.458250, -79.054804).  За даними Бюро перепису населення США в 2010 році місто мало площу 3,44 км², з яких 3,35 км² — суходіл та 0,09 км² — водойми.

## Демографія
Згідно з переписом 2010 року, у місті мешкало 1229 осіб у 501 домогосподарстві у складі 352 родин. Густота населення становила 357 осіб/км².  Було 538 помешкань (156/км²).
Расовий склад населення:
| - 78,8 % — білих - 10,2 % — чорних або афроамериканців - 1,4 % — корінних американців - 1,1 % — азіатів - 0,1 % — вихідців з тихоокеанських островів - 6,7 % — осіб інших рас |

До двох чи більше рас належало 1,7 %. Частка іспаномовних становила 9,9 % від усіх жителів.
За віковим діапазоном населення розподілялося таким чином: 22,9 % — особи молодші 18 років, 58,9 % — особи у віці 18—64 років, 18,2 % — особи у віці 65 років та старші. Медіана віку мешканця становила 43,3 року. На 100 осіб жіночої статі у місті припадало 85,4 чоловіків;  на 100 жінок у віці від 18 років та старших — 80,6 чоловіків також старших 18 років.
Середній дохід на одне домашнє господарство  становив 60 029 доларів США (медіана — 51 328), а середній дохід на одну сім'ю — 66 412 долари (медіана — 57 656). За межею бідності перебувало 20,2 % осіб, у тому числі 41,1 % дітей у віці до 18 років та 3,0 % осіб у віці 65 років та старших.
Цивільне працевлаштоване населення становило 509 осіб. Основні галузі зайнятості: освіта, охорона здоров'я та соціальна допомога — 28,3 %, роздрібна торгівля — 18,3 %, виробництво — 11,6 %, фінанси, страхування та нерухомість — 9,6 %.